# Internationales Kurzfilmfestival von Drama
Das Internationale Kurzfilmfestival von Drama DISFF ( Φεστιβάλ Μικρού Μήκους Δράμας, englisch Drama International Short Film Festival) ist ein seit 1978 in der nordgriechischen Stadt Drama stattfindendes Filmfestival, das sich ausschließlich dem Genre des Kurzfilms widmet.

## Überblick
Bei dem  DISFF handelt es sich um ein Oscar-qualifizierendes Filmfestival. Dadurch kommen die Gewinner des Internationalen Wettbewerbs und des Preises für den Besten Film des Nationalen Wettbewerbs in den Kategorien Bester Animationskurzfilm oder Bester Live-Action-Kurzfilm für die Academy Awards in Frage, sofern sie die Bestimmungen der Academy erfüllen.
Ziel des DISFF ist es, auf nationaler und internationaler Ebene die Stimme der Filmschaffenden durch innovative Module und Bildungsinitiativen zu stärken und die Filmkunst auf globaler Ebene zu fördern. Ferner dient das Internationale Kurzfilmfestival Drama als globale Drehscheibe für Filmemacher und Produzenten von Kurzfilmen, um sich zu treffen und zusammenzuarbeiten und die ästhetischen und produktionstechnischen Standards der Kurzfilmform zu verbessern.
Das Festival findet jedes Jahr im September statt.

### Internationales Kurzfilmfestival 2024
2024 fand das Kurzfilmfestival von Drama zum 47. Mal statt. Es nahmen 211 Filme aus 29 Ländern teil, davon waren 148 Kurzfilme Kandidaten für einen der sieben Preise und 63 Filme liefen außer Konkurrenz als Retrospektive. Die Filme waren sowohl in Programm- als auch in Openair-Kinos und öffentlichen Gebäuden zu sehen. Zusätzlich konnten die Wettbewerbsfilme auch über eine besondere Plattform betrachtet werden. Die DISFF-Plattform erhielt 2024 ungefähr 1.033.000 Aufrufe und das Festival empfing 126.0000 Besucher.

### Teilnahmevoraussetzungen
Um an dem Festival teilzunehmen, gibt es folgende Voraussetzungen (Stand 2024):
- die Filmproduktion muss bis zum 1. Januar des laufenden Jahres abgeschlossen sein
- Einreichung eines Films pro Filmschaffenden
- Länge bis zu 35 Minuten
- englische Untertitel
- die nationale Premiere muss erfolgt sein

### Preise
Das Internationale Kurzfilmfestival von Drama vergibt folgende Preise:
- International competition (Διεθνές Διαγωνιστικό, Internationaler Wettbewerb)
- International student competition (Διεθνές Σπουδαστικό, Internationaler Wettbewerb der Studierenden)
- Greek competition (Ελληνικό Διαγωνιστικό, Nationaler Wettbewerb)
- National student competition (Εθνικό Σπουδαστικό, Nationaler Wettbewerb der Studierenden)
- Short and Green (Kurz und Grün)
- International Animation competition (Διεθνές Animation, Internationaler Wettbewerb der Animationskurzfilme)
- KIDDO (International Kids` Film Competition, Internationaler Wettbewerb der Kinderkurzfilme)